# روبرت سولتر
روبرت بروس سولتر (بالإنجليزية: Robert Bruce Salter)‏ ـ (15 ديسمبر 1924 ـ 10 مايو 2010) هو جراح كندي، من رواد جراحة عظام الأطفال.

## حياته
ولد سولتر في ستراتفورد (أونتاريو) بمقاطعة أونتاريو الكندية، وحصل على شهادة الطب من جامعة تورونتو سنة 1947، ثم عمل عامين في إرسالية غرينفل الطبية في نيوفاونلاند، ثم قضى عامًا في أكسفورد بإنجلترا بموجب زمالة ماكلافلن، قبل أن يعود ليلتحق بالعمل في مستشفى الأطفال المرضى (بالإنجليزية: Hospital for Sick Children)‏ في تورونتو سنة 1955، حيث عمل في وقت لاحق كبيرًا للجراحين بالمستشفى.
ابتكر سولتر عملية جراحية لإصلاح خلع الورك الولادي، وشارك في وضع تصنيف ـ ما زال يحمل اسمه إلى اليوم ـ لإصابات كردوس النمو في الأطفال (تصنيف سولتر-هاريس)، كما ابتكر عملية سولتر لعلاج خلع الورك الولادي.

## مؤلفاته
- اعتلالات وإصابات الجهاز العضلي الهيكلي (Disorders and Injuries of the Musculoskeletal System)

## تكريمه
- وسام كندا من رتبة ضابط (1977)، ثم رقي إلى رتبة رفيق (1997)
- وسام أونتاريو (1988)
- أُدرج ضمن قاعة مشاهير الطب الكنديين (1995)
- زميل أكاديمية العلوم بالجمعية الملكية في كندا
- جائزة مؤسسة غيردنر الدولية في العلوم الطبية
- ميدالية إف إن جي ستار من الرابطة الطبية الكندية
- جائزة بريستول-مايرز سكويب زيمر للإنجاز المتميز في أبحاث جراحة العظام

## وفاته
توفي سولتر في 10 مايو 2010.